# Caleb Johnson
Caleb Perry Johnson, más conocido como Caleb Johnson (Asheville, Carolina del Norte; 23 de abril de 1991), es un cantante de rock, hard rock, heavy metal estadounidense que ganó fama al ganar la decimotercera temporada del reality estadounidense American Idol.

## Carrera profesional

### 2010: Elijah Hooker
Después de la secundaria, Caleb se unió por primera vez a una banda llama Rock Bottom como el cantante líder. Un año después en 2010, se unió junto a su amigo Josh Sawyer en una banda de rock llamada Elijah Hooker convirtiéndose en el vocalista líder. Sawyer es el guitarrista líder de la banda, los otros miembros de la banda son Brian Turner en el teclado, Shawn Foerst en el bajo, y Colten Emery en la batería.
Elijah Hooker publicó su álbum debut homónimo Elijah Hooker en junio de 2013. El álbum de 10 canciones tenía el tema «Happiest Man» como canción principal.

### 2011-presente: American Idol
Johnson audiciono para American idol tres veces en cuatro años. Su primera audición fue para la décima temporada en 2011. Fue puesto en la Semana Hollywood y estuvo en el grupo con James Durbin, En 2012, Johnson audiciono en la décima-primera temporada llegando al Top 42. Tuvo dificultades en su presentación de «Old Time Rock and Roll» y fue eliminado de la selección en el Top 24. Tomó un año de descanso de audiciones para perfeccionar su presencia en escenario.
Johnson audiciono nuevamente en el 2014 en la decimotercera temporada y llegó hasta el Top 20. En la ronda de semifinales, fue votado por América para ingresar al top 5 de participantes masculinos, dándole un lugar en el top 13 de la temporada. Johnson obtuvo comentarios positivos de los jueces cada semana, tuvo grandes presentaciones, y se convirtió en el único finalista en la temporada que nunca ingreso al Bottom 3 antes de llegar a la final. Esa temporada, Johnson fue anunciado como el ganador.

## Discografía
| Con Elijah Hooker - 2013: Elijah Hooker Como solista - 2014: Testify | Sencillos - 2014: «As Long as You Love Me» - 2015: «Fighting Gravity» - 2016: «Holding On» - 2016: «Hanging with the Band» |